# Abdelaziz Mousa
Abdelaziz Mousa (tiếng Ả Rập: عبد العزيز موسى; sinh ngày 8 tháng 7 năm 1989) là một cầu thủ bóng đá người Ai Cập hiện tại thi đấu ở vị trí tiền vệ phòng ngự cho câu lạc bộ Ai Cập El-Entag El-Harby. Mousa được cho mượn đến Al-Masry từ ENPPI trong 6 tháng, sau đó anh chuyển đến El Dakhleya theo dạng chuyển nhượng tự do với bản hợp đồng 2 năm. Năm 2017, anh ký bản hợp đồng 2 năm với El-Entag El-Harby.